# Banque Nationale Agricole
Banque Nationale Agricole S.A. (arabisch: البنك الوطني الفلاحي) ist eine tunesische Bank mit Sitz in Tunis. Die Bankengruppe ist in 3 Tätigkeitsbereichen organisiert:
- Privatkundengeschäft: Verkauf von klassischen und spezialisierten Bankprodukten und -dienstleistungen (Verbraucherkredite, Hypotheken, Leasing usw.);
- Finanzierung und Investmentbanking;
- Bankversicherungen.

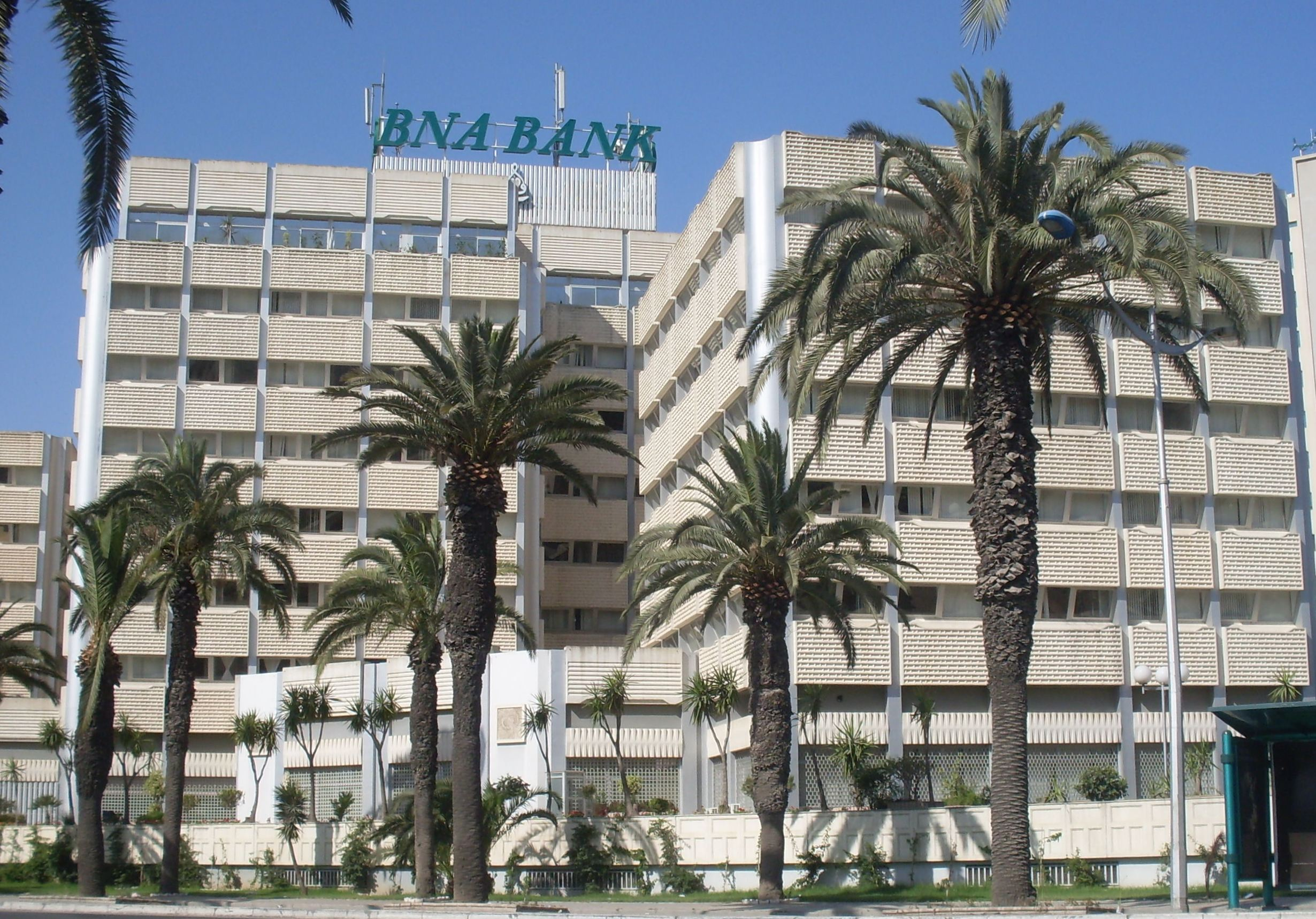
Hauptquartier der Banque Nationale Agricole in Tunis

Ende 2022 verfügte die Gruppe über 10,8 Milliarden TND an Einlagen. Die Produkte und Dienstleistungen werden über ein Netz von 199 Filialen in Tunesien vertrieben. Sie ist die führende Bank auf dem Gebiet des Agrarsektors.
Die Aktien sind an der Bourse de Tunis notiert und Teil des Tunindex.

## Geschichte
Die Banque Nationale Agricole wurde am 1. Juni 1959 mit einem Kapital von 400.000 TND, das bis Ende 2007 auf 100 Mio. TND erhöht wurde, gegründet und am 10. Oktober 1959 vom damaligen Präsidenten Habib Bourguiba eröffnet. Ca. 66 % der Anteile sind im Besitz des tunesischen Staates oder öffentlicher Unternehmen.
Im ersten Jahrzehnt ihres Bestehens konzentrierte sie sich auf die Landwirtschaft. Im Jahr 1969 wurde der Status in eine Universalbank geändert. Sie öffnete sich für alle Wirtschafts- und Finanzsektoren und änderte ihren Namen in Banque Nationale de Tunisie. Am 24. Juni 1989 fusionierte sie mit der Banque Nationale de Développement Agricole und wurde in Banque Nationale Agricole umbenannt.